# Nuoto sincronizzato ai campionati mondiali di nuoto 2017
Le gare di nuoto sincronizzato ai campionati mondiali di nuoto 2017 si sono svolte dal 14 al 22 luglio 2017, presso il parco Városliget, nella città ungherese di Budapest. Sono state disputate un totale di 9 gare: 7 femminili e 2 miste.

## Calendario
| Data           | Ora (UTC+2) | Evento                        |
| -------------- | ----------- | ----------------------------- |
| 14 luglio 2017 | 11:00       | Preliminari singolo tecnico   |
| 14 luglio 2017 | 16:00       | Preliminari duo tecnico       |
| 15 luglio 2017 | 11:00       | Finale singolo tecnico        |
| 15 luglio 2017 | 19:00       | Preliminari duo misto tecnico |
| 16 luglio 2017 | 11:00       | Finale duo tecnico            |
| 16 luglio 2017 | 16:00       | Preliminari squadre tecnico   |
| 17 luglio 2017 | 11:00       | Finale duo misto tecnico      |
| 17 luglio 2017 | 19:00       | Preliminari singolo libero    |
| 18 luglio 2017 | 11:00       | Finale squadre tecnico        |
| 18 luglio 2017 | 16:00       | Preliminari duo libero        |
| 19 luglio 2017 | 11:00       | Finale singolo libero         |
| 19 luglio 2017 | 19:00       | Preliminari squadre libero    |
| 20 luglio 2017 | 11:00       | Finale duo libero             |
| 20 luglio 2017 | 19:00       | Preliminari libero combinato  |
| 21 luglio 2017 | 11:00       | Finale squadre libero         |
| 21 luglio 2017 | 19:00       | Preliminari duo misto libero  |
| 22 luglio 2017 | 11:00       | Finale libero combinato       |
| 22 luglio 2017 | 19:00       | Finale duo misto libero       |

## Podi
| Evento                                | Oro | Punti   | Argento | Punti   | Bronzo | Punti   |
| Singolo                               | |         | |         | |         |
| Programma tecnico (Dettagli)          | Svetlana Kolesničenko | 95,2036 | Ona Carbonell | 93,6534 | Anna Vološyna | 91,9992 |
| Programma libero (Dettagli)           | Svetlana Kolesničenko | 96,1333 | Ona Carbonell | 95,0333 | Anna Vološyna | 93,3000 |
| Duo                                   | |         | |         | |         |
| Programma tecnico (Dettagli)          | Russia Svetlana Kolesničenko Aleksandra Packevič                                                                                              | 95,0515 | Cina Jiang Tingting Jiang Wenwen | 94,0775 | Ucraina Anna Vološyna Yelyzaveta Yakhno | 92,6482 |
| Programma libero (Dettagli)           | Russia Svetlana Kolesničenko Aleksandra Packevič                                                                                              | 97,0000 | Cina Jiang Tingting Jiang Wenwen | 95,3000 | Ucraina Anna Vološyna Yelyzaveta Yakhno | 93,2667 |
| Duo misto                             | |         | |         | |         |
| Programma tecnico (Dettagli)          | Italia Manila Flamini Giorgio Minisini | 90,2979 | Russia Michaėla Kalanča Aleksandr Evgen'evič Mal'cev | 90,2639 | Stati Uniti Bill May Kanako Spendlove | 87,6682 |
| Programma libero (Dettagli)           | Russia Michaėla Kalanča Aleksandr Evgen'evič Mal'cev                                                                                          | 92,6000 | Italia Mariangela Perrupato Giorgio Minisini | 91,1000 | Stati Uniti Bill May Kanako Spendlove | 88,7667 |
| Squadre                               | |         | |         | |         |
| Programma tecnico (Dettagli)          | Russia Anastasija Bajandina Vlada Čigirëva Veronika Kalinina Marija Šuročkina Dar'ja Bajandina Maryna Golyadkina Polina Komar Darina Valitova | 96,0109 | Cina Feng Yu Liang Xinping Wang Liuyi Xiao Yanning Guo Li Tang Mengni Wang Qianyi Yin Chengxin                                                                                             | 94,2165 | Giappone Sakiko Akutsu Yukiko Inui Kei Marumo Mai Nakamura Juka Fukumura Minami Kono Kanami Nakamaki Kano Omata                                           | 93,1590 |
| Programma libero (Dettagli)           | Russia Anastasija Bajandina Vlada Čigirëva Veronika Kalinina Marija Šuročkina Dar'ja Bajandina Maryna Golyadkina Polina Komar Darina Valitova | 97,3000 | Cina Chang Hao Guo Li Tang Mengni Yin Chengxin Feng Yu Liang Xinping Xiao Yanning Yu Lele                                                                                                  | 95,2333 | Ucraina Maryna Aleksiiva Valeriia Aprielieva Anastasiya Savchuk Anna Vološyna Vladyslava Aleksiiva Oleksandra Kashuba Kseniya Sydorenko Yelyzaveta Yakhno | 93,9333 |
| Programma libero combinato (Dettagli) | Cina Chang Hao Guo Li Tang Mengni Wang Qianyi Yin Chengxin Feng Yu Liang Xinping Wang Liuyi Xiao Yanning Yu Lele                              | 96,1000 | Ucraina Maryna Aleksiiva Valeriia Aprielieva Yana Nariezhna Alina Shynkarenko Anastasiya Savchuk Anna Vološyna Vladyslava Aleksiiva Oleksandra Kashuba Kseniya Sydorenko Yelyzaveta Yakhno | 94,0000 | Giappone Sakiko Akutsu Yukiko Inui Kei Marumo Mai Nakamura Juka Fukumura Minami Kono Kanami Nakamaki Kano Omata Yuriko Osawa Asuka Tasaki                 | 93,2000 |

## Medagliere
| Pos.   | Paese       | Oro | Argento | Bronzo | Totale |
| ------ | ----------- | --- | ------- | ------ | ------ |
| 1      | Russia      | 7   | 1       | 0      | 8      |
| 2      | Cina        | 1   | 4       | 0      | 5      |
| 3      | Italia      | 1   | 1       | 0      | 2      |
| 4      | Spagna      | 0   | 2       | 0      | 2      |
| 5      | Ucraina     | 0   | 1       | 5      | 6      |
| 6      | Giappone    | 0   | 0       | 2      | 2      |
| 6      | Stati Uniti | 0   | 0       | 2      | 2      |
| Totale | Totale      | 9   | 9       | 9      | 27     |